# Björn Petersson
Björn Erik Johan Petersson, född 27 maj 1982 i Mortorps församling i Kalmar län, är en svensk politiker (socialdemokrat). Han var riksdagsledamot (tjänstgörande statsrådsersättare) 2018–2022, invald för Kalmar läns valkrets. Han har sedan även tjänstgjort som ersättare i riksdagen februari–mars 2024 och gör det återigen sedan 18 oktober 2024.

## Biografi
Petersson är snickare till yrket och uppvuxen i Tvärskog. Han var tidigare ordförande i Torsås bostadsbolag och är ordförande i Torsås Arbetarekommun. Han är sedan 1 januari 2023 vice ordförande i bildningsnämnden i Torsås kommun. Han arbetar som heltidsanställd ombudsman på Byggnads.
Han kandiderade i riksdagsvalet 2018 och blev ersättare. Petersson var tjänstgörande statsrådsersättare för Lena Hallengren under perioden 24 september 2018–6 oktober 2022.  I riksdagen har Petersson varit ledamot i socialförsäkringsutskottet 2018–2022 och suppleant i bland annat försvarsutskottet. Petersson kandiderade åter till riksdagen i valet 2022 och blev ersättare.